# Petter włóczęga
Petter włóczęga (tytuł oryg. Luffar-Petter) – szwedzka niskobudżetowa komedia krótkometrażowa z 1922 w reżyserii i według scenariusza Erika A. Petschlera. Film uznaje się za oficjalny debiut aktorski Grety Garbo, która wystąpiła w nim pod swoim prawdziwym nazwiskiem Greta Gustafsson. Petter włóczęga inspirowany był komediami reżyserowanymi przez Macka Sennetta dla Keystone Studios.
Większość współczesnych źródeł podaje, że oryginalna wersja filmu trwała 75 minut, lecz zachowane kopie są dwukrotnie krótsze (35–40 minut).

## Fabuła
Peter (Erik A. Petschler) dołącza do armii po ucieczce przed skutkami romansu. Greta Nordberg (Greta Garbo) jest jedną z córek burmistrza (Helmer Larsson) z wojska. Jej ojciec jest majorem, u którego w mieście stacjonuje pułk armii Pettera. Eskapady Pettera obejmują romans z Gretą oraz podszywanie się i kończenie jego małżeństwa z bogatą wdową.

## Obsada
Opracowano na podstawie materiału źródłowego:

- Erik A. Petschler – Luffar-Petter / Erik Silverhjälm
- Helmer Larsson – Juppe Larsson, burmistrz i major
- Gucken Cederborg – Gucken Nordbergh, żona burmistrza
- Tyra Ryman – Tyra Nordberg, pierwsza córka
- Greta Garbo – Greta Nordberg, druga córka (wym. w czołówce jako Greta Gustafsson)
- Iréne Zetterberg – Iréne Nordberg, trzecia córka
- Carl F. Olsson – Fredrik Olsson, policjant
- Anna Brandt – Ottilia Asterblad
- Mona Geijer-Falkner – Mona-Lisa Olsson
- Valdemar Dalquist – Matteus Dahlqvist, fotograf
- Carl-Gunnar Wingård – Manservant, sługa
- Mary Gräber – pani Bruné
- Agnes Clementsson – Amalia Clämming
- Lily Böös – Lily Broms
- Axel Westerlund – Tobias Österlund

## Produkcja

### Casting

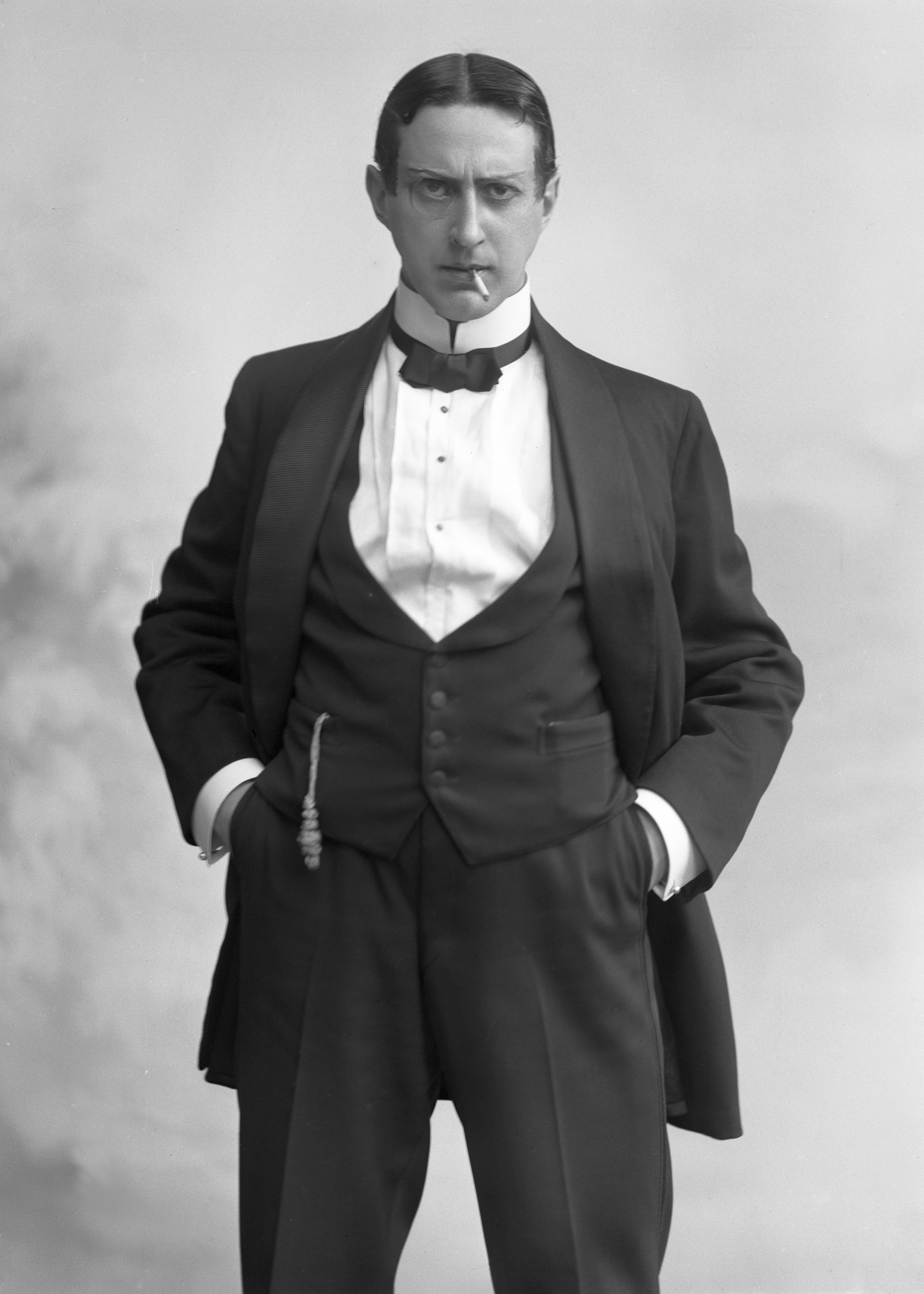
Erik A. Petschler, reżyser i scenarzysta Pettera włóczęgi

W lipcu 1922 reżyser komedii slapstickowych Erik. A. Petschler, nazywany w środowisku filmowym szwedzkim Mackiem Sennettem, udał się w towarzystwie dwóch aktorek, Gucken Cederborg i Tyry Ryman, do domu towarowego PUB w Sztokholmie, gdzie zaproponował kontrakt filmowy młodej ekspedientce w dziale sukien Grecie Gustafsson. Po pomyślnym przejściu zdjęć próbnych początkująca aktorka 22 lipca złożyła wymówienie w pracy, jako główną przyczynę podając „chęć grania w filmach”. 

### Realizacja
W początkowym założeniu Petschler chciał realizować zdjęcia do filmu w Sztokholmie, aby dzięki temu zredukować koszty i jak najszybciej ukończyć całe przedsięwzięcie. Ówczesne przepisy zabraniały kąpieli w granicach miasta, wskutek czego film nagrywano w Dalarö, miejscowości oddalonej od stolicy Szwecji o godzinę drogi parowcem. Inną scenerią było Norrtälje. Reżyser wspominał w późniejszym czasie, że większa część aktorów niechętnie zbliżała się dowody, poza Gretą Garbo. Podczas nagłej ulewy początkująca aktorka zaimprowizowała wraz z Tyrą Ryman w kostiumach kąpielowych dziki indiański taniec, co Petschler porównywał do „pobudzającego widoku dla bogów”. Za pięć dni zdjęciowych Garbo otrzymała wynagrodzenie w wysokości 50 koron. Okres zdjęciowy trwał od 9 sierpnia do 28 września 1922.

## Odbiór

### Premiera i recenzje kinowe
Premiera Petera włóczęgi miała miejsce 26 grudnia 1922 w kinie Odéon-Teatern. Film otrzymał w większości negatywne recenzje. Szwedzki magazyn „Swing”, w jednej z nielicznych pochlebnych opinii napisał: „[Film] może nie być w stanie konkurować z zagranicznymi wzorami w zakresie zabawnych sytuacji i technicznej finezji; ale choć zażywające kąpieli amerykańskie piękności mogą być ładniejsze i subtelniejsze, to nasze Szwedki mają w sobie więcej świeżości i czaru”, dodając, że „Greta Gustafsson może i zostanie szwedzką gwiazdą kina, lecz wyłącznie ze względu na swą anglosaską aparycję”. Garbo, w wywiadzie udzielonemu magazynowi „Photoplay” w kwietniu 1930, odnosząc się do swojego występu w filmie, przyznała, że była to „najbardziej szalona rzecz, jaką kiedykolwiek zrobiłam”.